# Centro trasmittente di Punta Badde Urbara

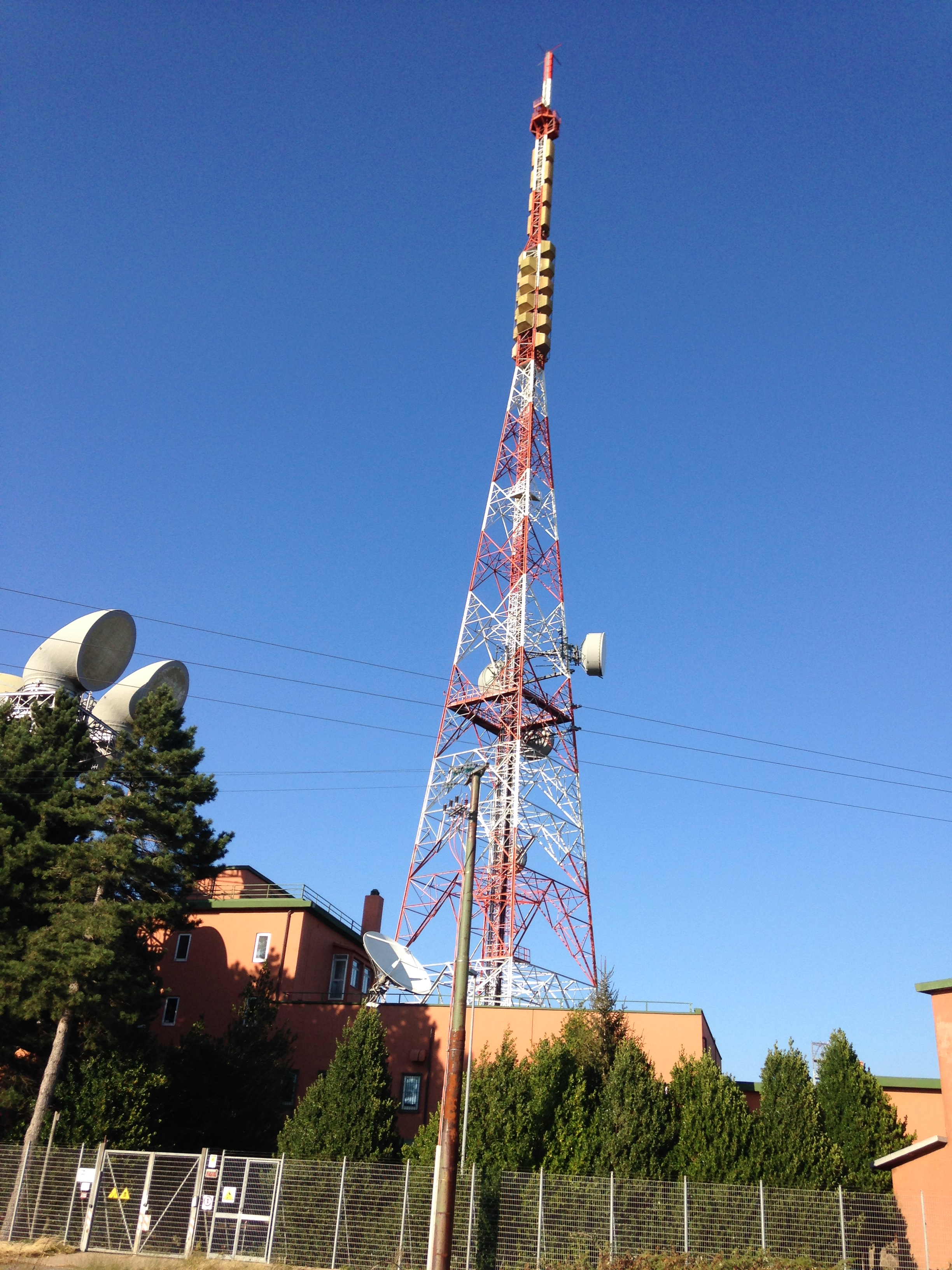
Il traliccio Rai del centro trasmittente di Punta Badde Urbara

Il centro trasmittente di Punta Badde Urbara è un'importante postazione radiotelevisiva italiana ed una delle principali della Sardegna.
La postazione è localizzata nel comune di Santu Lussurgiu in provincia di Oristano, sul massiccio vulcanico del Montiferru, in località Punta Badde Urbara a 960 m s.l.m.
La definizione di "centro trasmittente" è adottata dalla Rai per gli impianti di trasmissione principali che trasmettono sia direttamente all'utenza che ai ripetitori secondari, i quali ritrasmettono, dopo opportuna conversione, il segnale dei centri trasmittenti. Tuttavia, questa postazione non è impiegata solo dalla Rai, infatti sono presenti numerosi trasmettitori di altre emittenti sia nazionali che locali.

## Storia
Le origini della postazione risalgono al 1° dicembre 1956, anno in cui la Rai iniziò regolarmente le trasmissioni del Programma nazionale in Sardegna. La prima frequenza emessa da questo sito fu appunto il canale VHF D (177,5 MHz), della prima rete Rai. Questa frequenza è tuttora attiva e impiegata dal Mux 1 RAI.

## Copertura
Questa postazione ha visibilità ottica su gran parte della Sardegna occidentale e sulle principali cime dell'isola, oltre che su diverse altre postazioni radiotelevisive. È, quindi, un ottimo sito per l'installazione di ponti radio.
Comuni coperti:
Provincia di Sassari
- Berchidda, Ittireddu, Ittiri, Monteleone Rocca Doria, Mara, Mores, Osilo, Ploaghe, Padria, Pozzomaggiore, Romana, Semestene, Thiesi, Trinità d'Agultu.
- Parzialmente coperti: Bessude, Borutta, Cossoine, Florinas, Siligo.

Provincia di Nuoro
- Atzara, Birori, Bolotana, Borore, Dualchi, Macomer, Meana Sardo, Noragugume, Orotelli, Ottana, Olzai, Ortueri, Ovodda, Sarule, Silanus, Sindia, Teti.
- Parzialmente coperti: Aritzo, Orani, Tonara.

Provincia d'Oristano
- Abbasanta, Arborea, Ardauli, Assolo, Baratili San Pietro, Bauladu, Bidonì, Bonarcado, Boroneddu, Busachi, Cabras, Flussio, Fordongianus, Ghilarza, Laconi, Magomadas, Marrubiu, Milis, Mogorella, Montresta, Neoneli, Norbello, Nughedu Santa Vittoria, Nurachi, Nureci, Ollastra, Oristano, Palmas Arborea, Paulilatino, Riola Sardo, Sagama, Samugheo, San Nicolò d'Arcidano, Santa Giusta, Santu Lussurgiu, San Vero Milis, Scano Montiferro, Sennariolo, Siamaggiore, Siamanna, Siapiccia, Soddì, Solarussa, Sorradile, Suni, Tadasuni, Tinnura, Tresnuraghes, Terralba, Ula Tirso, Villanova Truschedu, Villaurbana, Zeddiani, Zerfaliu.
- Parzialmente coperti: Aidomaggiore, Allai, Narbolia, Seneghe, Senis.

Provincia di Cagliari
- Isili

Oltre ai suddetti comuni, alcune frequenze possono raggiungere altre località anche molto lontane; in particolare il multiplex 1 della RAI raggiunge Porto Torres, Nuoro e Cagliari.

## Trasmissioni televisive

### Multiplex digitale terrestre
| Canale | Nome              | Polarizzazione |
| ------ | ----------------- | -------------- |
| 23     | Dfree             | Orizzontale    |
| 26     | RAI Mux A         | Orizzontale    |
| 32     | Persidera 1       | Orizzontale    |
| 33     | Cairo Due         | Orizzontale    |
| 36     | Mediaset 2        | Orizzontale    |
| 38     | Mediaset 3        | Orizzontale    |
| 40     | RAI Mux B         | Orizzontale    |
| 41     | Eitowers Sardegna | Orizzontale    |
| 42     | Persidera 2       | Orizzontale    |
| 43     | RAI MUX MR 8      | Orizzontale    |
| 46     | Mediaset 1        | Orizzontale    |
| 47     | Persidera 3       | Orizzontale    |

## Trasmissioni radiofoniche

### Radio FM
Le frequenze sono espresse in MHz
- 87,7 - RDS
- 88,4 - Radio Freccia
- 89,3 - Radio Macomer Centrale
- 89,6 - Radio Planargia
- 90,1 - Radio Sintony
- 90,5 - Radio Studio 2000
- 91,3 - Rai Radio 1
- 91,9 - Radio Barbagia
- 93,3 - Rai Radio 2
- 97,0 - Radio Cuore OR
- 97,3 - Rai Radio 3
- 98,0 - Radio Margherita
- 98,9 - Radio Deejay
- 99,3 - Radio 105
- 100,2 - Radio Super Sound
- 103,9 - Radiolina
- 104,5 - RTL 102.5
- 104,8 - Radio Radicale
- 105,0 - RMC
- 105,3 - Radio Kiss Kiss
- 105,8 - RDS
- 106,3 - Radio Italia
- 106,7 - Rai Gr Parlamento
- 107,9 - Radio Maria

### DAB
| Canale | Nome           |
| ------ | -------------- |
| 10A    | EURODAB ITALIA |
| 10B    | DRG DAB        |
| 10C    | DAB+ RAI       |
| 10D    | DAB ITALIA     |